# Cima Carega
Cima Carega (2.259 m s.l.m.) è la cima più alta del Gruppo della Carega e delle Piccole Dolomiti, nelle Prealpi Venete. La montagna si trova interamente nella Provincia di Trento.

## Descrizione
Dalla cima, nelle giornate limpide, si ha una eccezionale visuale sulla maggior parte delle montagne trentine come l'Adamello, Gruppo del Brenta, Monte Stivo, Monte Bondone, Monte Roen, cima d'Asta nei Lagorai e il vicino Monte Pasubio. Le cime Alto Atesine visibili sono le Alpi Sarentine, Gruppo di Tessa, Cevedale, Monte Vioz e verso nord i ghiacciai delle Alpi Aurine. 
Verso sud è possibile vedere la laguna Veneta, il vicino altopiano veronese della Lessinia, il Monte Baldo, parte del Lago di Garda e la catena appenninica Tosco-Emiliana. Nelle giornate particolarmente terse non è raro osservare i lontani ghiacciai del Monte Rosa e al tramonto la cima piramidale del Monviso.
A pochi metri sotto la cima si trova l'accogliente rifugio Mario Fraccaroli della sezione CAI Cesare Battisti di Verona.

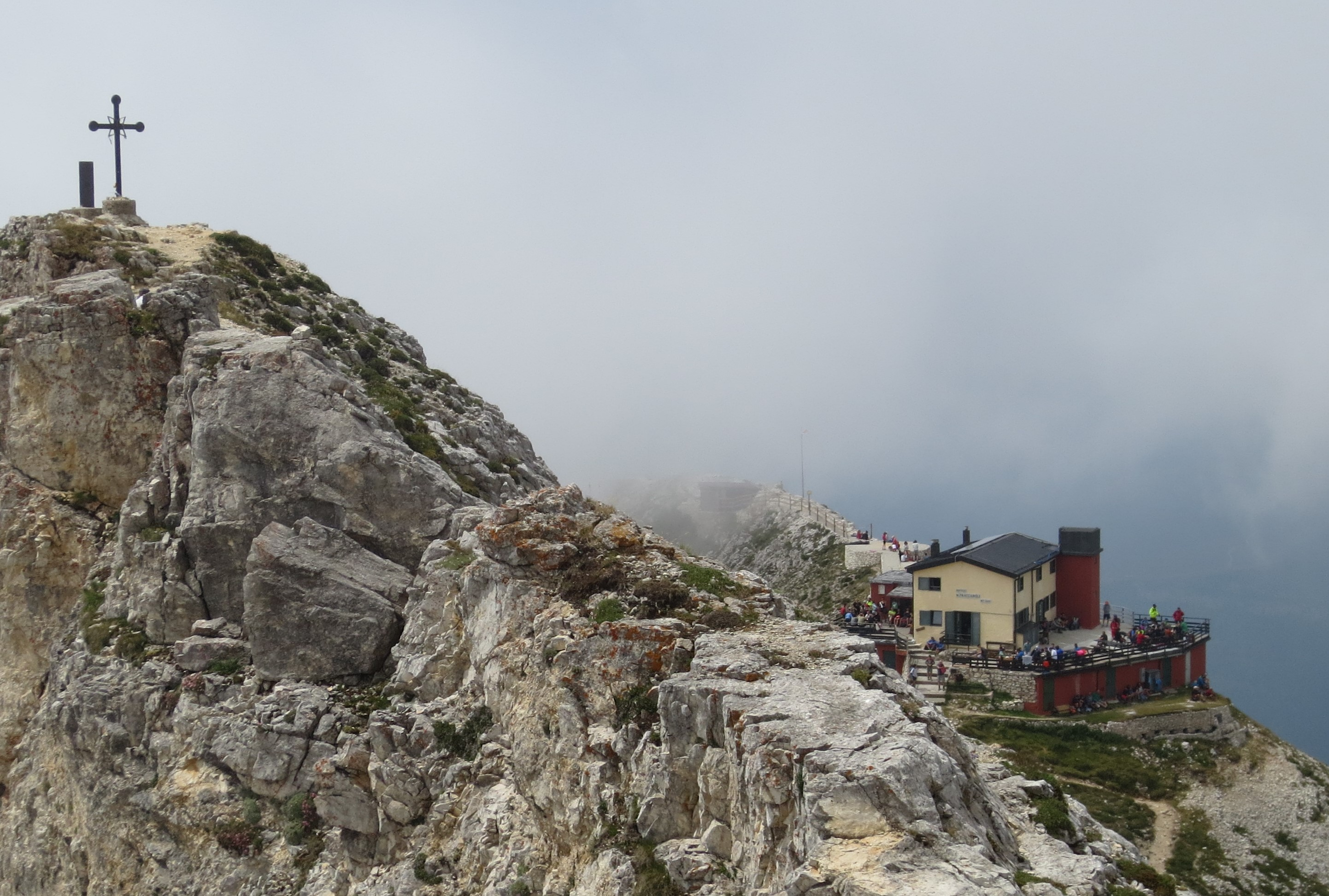
Cima Carega e rif. Fraccaroli

### Clima
D'inverno le temperature medie oscillano tra i -10 °C ed i -15 °C e in certi casi possono scendere anche a valori più bassi; in ogni caso difficilmente si superano i -15°. D'estate la temperatura va dai 2 ai 15 °C. Le nevicate sono una norma nel periodo compreso tra novembre e maggio, con qualche variazione ogni anno.